# André-Jacques Garnerin
André-Jacques Garnerin (Párizs, 1769. január 31. – Párizs, 1823. augusztus 18.) francia feltaláló, aki elsőnek hajtott végre nagy magasságból sikeres  ejtőernyős leereszkedést merevített váz nélküli ernyővel. A felemelkedéshez hidrogénballont használt. E megoldás előfutára volt a mai korszerű ejtőernyőknek.

## Élete

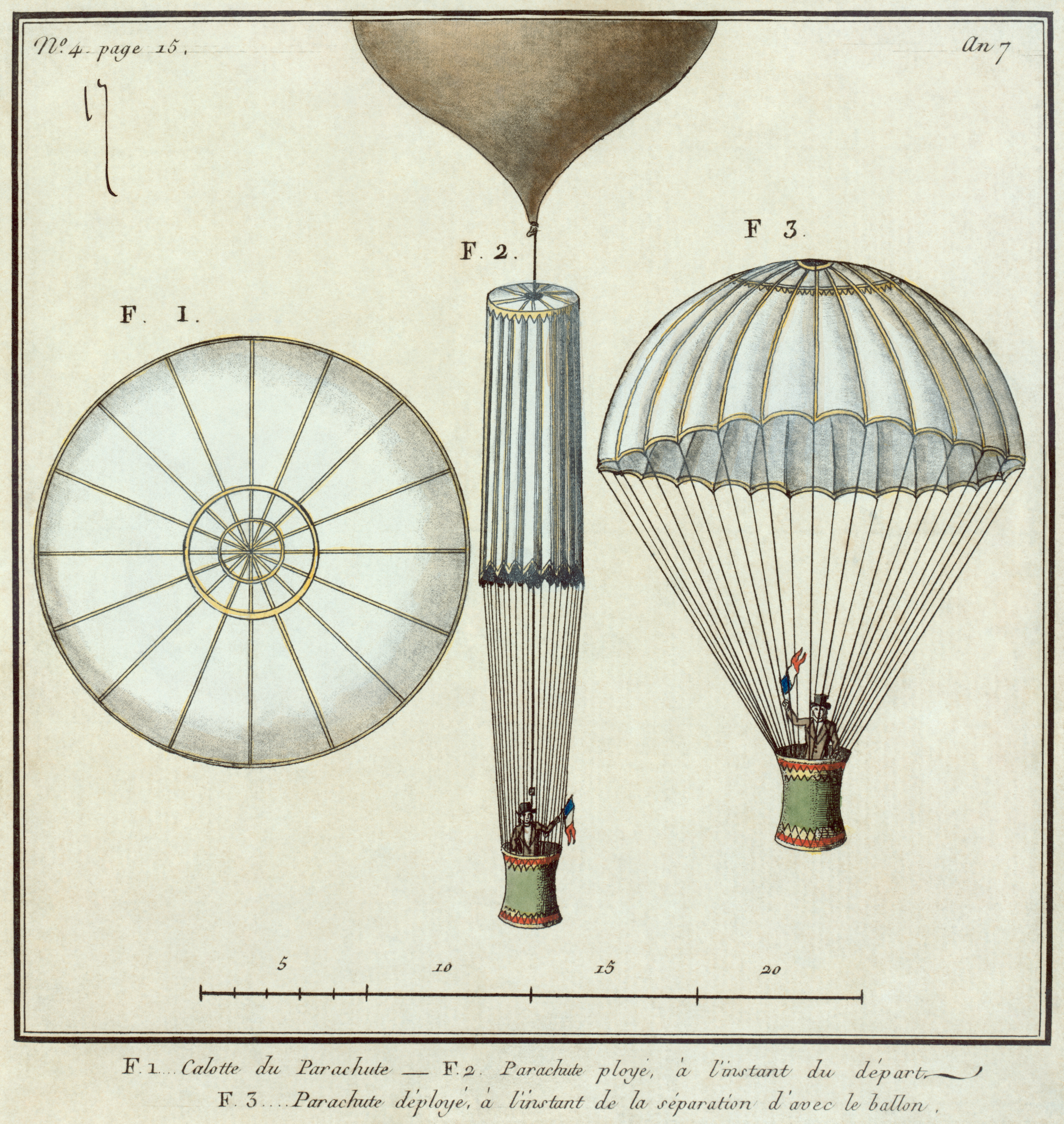
19. századi rajz Garnerin első ejtőernyőjéről

A fiatal Garnerin fizikát tanult, majd 1793-ban a francia haderő tisztjeként lehetőséget kapott, hogy ballonokkal katonai feladatokat hajtson végre. Azonban osztrák fogságba esett és két évig Budán raboskodott. Ezen évek alatt foglalkozott az ejtőernyős ugrás gondolatával. Korábban Leonardo da Vinci ötlete alapján Loius-Sebastian Lenormand már 1783-ban készített merevített vázú ejtőernyőt, amellyel egy fáról kísérleti ugrást hajtott végre, de ez még kezdetleges megoldás volt, kis magasságból. Garnerin a budai fogságból való szabadulásra szerette volna felhasználni az általa elképzelt ejtőernyőt, de a rendkívüli szökésre végül nem került sor, mert fogolycsere útján kiszabadult és 1795-ben visszatért Párizsba.
Azonban különleges tervét nem adta fel és több kísérletezés után 1797. október 22-én a párizsi Parc Monceaux közparkból egy hidrogénballon segítségével közel 1000 méterre emelkedett, majd kioldotta a ballont, és sikeres ereszkedést hajtott végre egy 7 méter átmérőjű, körkupolás ejtőernyő segítségével, aminek a kosarában tartózkodott. 1799-ben felesége, Jeanne-Genevieve is kipróbálta férje találmányát, így ő lett az első női ejtőernyős. Garnerin 1802-ben egy angliai bemutatókörút alkalmával már nagyjából 2000 méter magasról hajtott végre ejtőernyős ereszkedést. Mivel az ernyőn középen nem volt lyuk, ahol a levegő egy része távozhatott volna, a kosár az út során végig erősen himbálózott. Így írt erről egy szemtanú: "....elvágta azt a kötelet, amellyel a ballonra volt függesztve, s a ballon gyorsan emelkedett, amíg szét nem szakadt, Garnerin polgártárs pedig gyorsan ereszkedett alá az ejtőernyőjével. Az ejtőernyő alatt függő Garnerin azonban olyan heves lengésnek volt kitéve, hogy a szemtanúk hangos kiabálással adták tudtul elborzadásukat, s sok asszony el is ájult..."
Garnerin 1823-ban egy új ernyő tesztelésének előkészítése közben egy rázuhanó gerenda miatt halálos balesetet szenvedett.

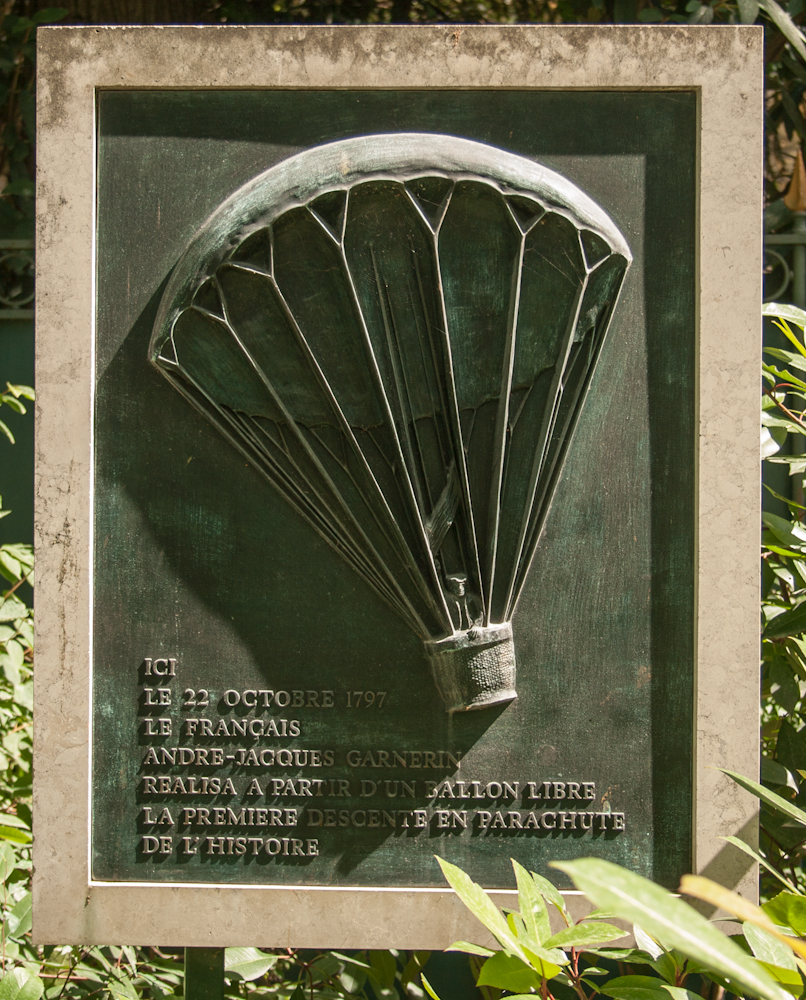
Emléktábla Garnerin első ugrásának helyszínén a párizsi Monceau parkban